# Al-Aschraf Musa (Syrien)
al-Malik al-Aschraf Musa Abu 'l-Fath Muzaffar ad-Din (arabisch الملك الأشرف أبو الفتح مظفر الدين, DMG al-Malik al-Ašraf Abū l-Fatḥ Muẓaffar ad-Dīn; oft Ashraf; † 27. August 1237) war ein Sultan von Syrien aus der Dynastie der Ayyubiden. Er war einer der Söhne des Sultans al-Adil I. Abu Bakr (Saphadin) und damit ein Neffe des berühmten Saladin.
Er ist nicht zu verwechseln mit al-Aschraf Musa (1250–1254), dem letzten Ayyubiden-Sultan von Ägypten.

## Biographie
Beim Tod des Vaters 1218 erhielt al-Aschraf als jüngerer Sohn zunächst die Herrschaft über den Obermesopotamischen Raum (Dschazira) mit der Hauptstadt Harran zugesprochen und sollte seinem ältesten Bruder, Sultan al-Kamil, unterstellt sein. Damit aber wollten sich al-Aschraf wie auch sein dritter in Syrien herrschender Bruder, al-Muʿazzam, allerdings nicht abfinden. Bevor es aber zum Bruderkampf kam, mussten die Ayyubiden den gerade beginnenden Fünften Kreuzzug abwehren, der gegen Ägypten gerichtet war und damit das wichtigste Herrschaftszentrum der Ayyubiden bedrohte. Es oblag dabei al-Aschraf die mit den Christen verbündeten Rum-Seldschuken abzuwehren, die er tatsächlich bei Samosata zurückschlug. Als im Spätsommer 1221 die Kreuzfahrer von Damiette nach Kairo aufbrachen, zogen er und al-Muʿazzam mit ihren Heeren ebenfalls nach Ägypten, um ihren Bruder zu unterstützen. Gemeinsam gelang es ihnen, die Kreuzfahrer bei al-Mansura in eine Falle zu führen und somit deren Niederlage zu besiegeln. Im September 1221 mussten die Kreuzfahrer geschlagen aus Ägypten abziehen.
Nachdem diese Bedrohung abgewehrt war, begannen die Ayyubiden-Brüder ihre Machtkämpfe untereinander, al-Aschraf und al-Muʿazzam herrschten in ihren Gebieten nun faktisch unabhängig von al-Kamil. Während dieses Konfliktes rüstete der vom Papst gebannte römisch-deutsche Kaiser Friedrich II. in Italien zu einem neuen Kreuzzug zur Rückeroberung Jerusalems, womit er zu einem wichtigen Faktor auch in der Auseinandersetzung unter den Ayyubiden wurde. Al-Kamil hatte als erster erfolgreich Kontakt mit dem Kaiser aufgenommen und ihm Jerusalem für ein Bündnis gegen al-Muʿazzam und al-Aschraf in Aussicht gestellt. Zu einer Veränderung der Lage kam es im November 1227 als al-Muazzam starb und ihm in Damaskus sein junger Sohn an-Nasir Dawud nachfolgte. In der Hoffnung davon profitieren zu können, verbündeten sich al-Kamil und al-Aschraf gegen ihren Neffen und verständigten sich auf eine Neuordnung des Ayyubidenreichs, indem al-Aschraf Syrien und al-Kamil Palästina mit Jerusalem erhalten sollte. Ab dem September 1228 eroberten sie nach und nach die Festungen ihres Neffen. Um dieselbe Zeit erreichte Kaiser Friedrich II. mit seinem Kreuzzug das heilige Land und trat dort in wechselhafte Verhandlungen zu al-Kamil. Beide kamen schließlich im Februar 1229 vertraglich über die zukünftige Ordnung des Orients überein, indem einige wichtige Städte wie Jerusalem an die Christen zurückgegeben werden sollten. Auch al-Aschraf erkannte diesen in Jaffa besiegelten Vertrag an, während an-Nasir Dawud darin gänzlich übergangen wurde. Im März 1229 nahmen al-Aschraf und al-Kamil die Belagerung von Damaskus auf, die schließlich im Juni mit der Kapitulation der Stadt erfolgreich beendet wurde. Die Stadt fiel an al-Aschraf, der sie zur Hauptstadt seines eigenen syrischen Sultanats machte.
Während dieser Vorgänge wurde al-Aschrafs Herrschaftsbereich in seinem äußersten Osten durch den Choresm-Schah Dschalal ad-Din bedroht, der 1230 die Grenzfestung Ahlat erobert hatte. Al-Aschraf verbündete sich eilends mit dem Rum-Seldschuken Kai Kobad I. und siegte mit ihm gemeinsam am 10. August 1230 in der Schlacht von Yassı Çemen über die Choresmier, die sich daraufhin wieder zurückziehen mussten. Nach dem Tod seines Cousins und Schwagers al-Aziz 1236 beabsichtigte al-Aschraf, das Emirat von Aleppo zu erobern, starb aber schon im August 1237. Ihn beerbte sein jüngerer Bruder as-Salih Ismail, der aber nach nur einem Jahr von al-Kamil beseitigt wurde, womit der syrische Herrschaftsbereich wieder mit dem ägyptischen Ayyubidenreich vereint wurde.
Ähnlich wie sein Bruder al-Kamil pflegte auch al-Aschraf eine freundschaftliche Beziehung zu Kaiser Friedrich II. So schickte er im Mai 1232 eine große Gesandtschaft an den Hof in Sizilien, unter anderem mit einem kostbar gefertigten Planetarium als Geschenk, von dem Friedrich später gesagt haben soll, es sei nach seinem Sohn Konrad das kostbarste was er besitze.